# شپویک، دورست
شپویک (به انگلیسی: Shapwick) یک روستا و محله مدنی در بریتانیا است که در East Dorset واقع شده‌است. شپویک ۱۹۰ نفر جمعیت دارد.